# كثرة المنسجات الخبيثة
كثرة المنسجات الخبيثة (بالإنجليزية:Malignant histiocytosis)  هو مرض وراثي نادر يوجد في البشر وكلاب جبل البرنيز ،يتصف بارتشاح وتناسل  للخلايا المنسجة في الرئة والعقد اللمفاوية والكبد والطحال ومن الممكن أن يؤثر على الجهاز العصبي المركزي .
ومثل غيره من أمراض كثرة المنسجات يتميز بتكاثر غير طبيعي للمنسجات.
هذا المرض يتم دراسته في علم الأمراض البشري و ذو أهمية في الطب البيطري.

## اضطرابات الخلايا المنسجة
المنسجات هي نسيج متمايز من الخلايا الناشئة في نخاع العظم. ومصدرها من الخلايا وحيدية النواة و الخلايا الأكولة الكبيرة ، الخلايا وحيدة النواة (الموجودة في الدم) والأكولة الكبيرة(الموجودة في الأنسجة) مسؤولة عن عملية البلع والهضم للأجسام الغريبة في الجسم، خلايا لانغر هانز هي خلايا متغصنة توجد في الجلد ووظيفتها امتصاص مولدات الضد (الأجسام الغريبة) وتقديمها لخلايا تي.وهي ناشئة من الخلايا وحيدة النواة.
أمراض كثرة المنسجات تنتج عن التكاثر غير الطبيعي للمنسجات.

## المرض في سلالات الكلاب
حوالي 25% من كلاب جبل البرنيز من الممكن أن تصاب بالمرض في فترة من فترات حياتها ، سلالات أخرى من الكلاب من الممكن أن تصاب بالمرض مثل روت فايلر والمسترد الذهبي والمسترد ذو الغطاء الناعم.

## الأعراض
المرض في الرئتين يتميز بتضخم في العقد اللمفاوية الرغامية القصبية و ارتشاح في الرئتين ، بعض الأحيان قد يؤدي إلى التكثف الرئوي والانصباب الجنبي. تشمل  أعراض المرض : السعال، فقدان الشهية، فقدان الوزن ،فقر الدم، وصعوبة التنفس.  النوبات و نادرا ضعف في الأطراف ممكن أن تحدث أيضا  .غزو المرض لنخاع العظم من الممكن أن يسبب قلة الكريات الشاملة.
التشخيص يتطلب أخذ خزعة. 

## العلاج
يستخدم العلاج الكيميائي لعلاج المرض  وقد حقق  بعض النجاح وخاصة باستخدام:  لوموستين ، بريدنيزون ، دوكسوروبيسين ، و سيكلوفوسفاميد .
نظرا للتطور السريع لهذا المرض العدواني في انتشاره، فتوقع سير المرض  سيء  للغاية.